# Linwood Holton
Abner Linwood "Lin" Holton Jr. (Big Stone Gap, Virginia, 21 de septiembre de 1923-Kilmarnock, Virginia; 28 de octubre de 2021) fue un político y abogado estadounidense que se desempeñó como el 61.er Gobernador de Virginia (1970-1974). 

## Carrera política
Fue el primer gobernador republicano de Virginia en el siglo XX. También fue el primer republicano que ganó una elección popular como gobernador. Holton es el padre de Anne Holton, quien luego se casó con el exgobernador y el actual Senador Tim Kaine.